# Eden (miasto w hrabstwo Iowa)
Eden – miasto w Stanach Zjednoczonych, w stanie Wisconsin, w hrabstwie Iowa.